# Can Peira (la Morera de Montsant)
Can Peira és un edifici d'Escaladei, al municipi de la Morera de Montsant (Priorat), protegit com a Bé Cultural d'Interès Local.

## Descripció
Es tracta d'una construcció aixecada el S.XIX sobre uns baixos destinats a magatzems i trulls. Té planta baixa i tres pisos, amb una àmplia terrassa o eixida posterior. Conserva els muntants de portes i finestres originals als baixos i la resta ha estat edificada amb pedra i maó.

## Història
La construcció no pot ser datada en el origen. L'obra nova ha de correspondre forçosament al període posterior a l'exclaustració i, segurament, amb posterioritat al 1844, quan el nucli urbà va canviar de propietaris.